# 吉粟草科
吉粟草科又名针晶粟草科，只有1属5种，分布于热带非洲和亚洲，中国只有1种—吉粟草 （Gisekia pharnaceoides L.）生长在海南。
本科植物为草本；单叶对生，肉质，匙形；花小，淡绿色或淡紫色，花萼5，花瓣缺；果实为蒴果，一般生长在海滩上。
1981年的克朗奎斯特分类法将其列在番杏科，1998年根据基因亲缘关系分类的APG 分类法维持原分类，2003年经过修订的APG II 分类法认为应该单独分出一个科，但2007年5月7日新修订的结果将其合并到商陆科。